# 貝滕豪森 (伯恩州)
貝滕豪森是瑞士的城鎮，位於該國中部，由伯恩州負責管轄，面積3.94平方公里，七成土地是農業，海拔高度480米，2011年人口680，人口密度每平方公里173人。